# Rio Azul (Piquiri)
Der Rio Azul ist ein etwa 42 km langer linker Nebenfluss des Rio Piquiri im Westen des brasilianischen Bundesstaats Paraná.

## Geografie

### Lage
Das Einzugsgebiet des Rio Azul befindet sich auf dem Terceiro Planalto Paranaense (Dritte oder Guarapuava-Hochebene von Paraná).

### Verlauf
Sein Quellgebiet liegt im Munizip Maripá auf 321 m Meereshöhe etwa 7 km nordöstlich des Hauptorts zwischen der PR-183 und der PR-364.
Der Fluss verläuft in nördlicher Richtung. Etwa 2 km nach seinem Ursprung erreicht er das Munizip Palotina, das er bis zu seiner Mündung nicht mehr verlässt. Er mündet auf 245 m Höhe von links in den Rio Piquiri. Er ist etwa 42 km lang.

### Munizipien im Einzugsgebiet
Am Rio Azul liegen die zwei Munizipien Maripá und Palotina.